# Преображенская крепость
Преображенская кре́пость (Преображенское предмостное укрепление) — русская крепость в селении Ботлих Дагестана, на реке Андийское Койсу.

## История
Крепость заложена в 1859 году генерал-фельдмаршалом А. И. Барятинским. Крепость перекрывала единственную дорогу, проходившую по долине реки Андийское Койсу. Позже, из-за тяжёлых климатических условий и разразившейся эпидемии малярии, крепость была перенесена ниже по долине к вновь построенному железному мосту. В 1912 году в укреплении стояла рота 207-го Ново-Баязетского полка. По всей видимости упразднена после революции 1917 года. В настоящее время намечены планы по реконструкции крепости

## Описание
Преображенская крепость состоит из следующих объектов:
- Крепостная стена
- башни-бойницы — 3
- казарма

## Галерея

Сторожевая башня
Развалины боевой башни
Общий вид Преображенской крепости
Преображенский мост